# Jackie Chan's Action Kung Fu
Jackie Chan's Action Kung Fu er et actionplatformcomputerspil udviklet af Now Production og udgivet af Hudson Soft. Spillet var oprindeligt udgivet til Nintendo Entertainment System i 1990, og til TurboGrafx-16 i 1991.

## Gameplay og plot
I computerspillet kontrollerer spilleren Jackie Chan med formål at fuldende 5 niveauer og redde hans søster, Josephine.